# جزيرة كوشيوسكو
جزيرة كوشيوسكو (بالإنجليزية: Kosciusko Island)‏ جزيرة في أرخبيل ألكسندر جنوب شرق ألاسكا في الولايات المتحدة الأمريكية. 
تقع في الطرف الشمالي الغربي لجزيرة برينس أوف ويلز. يقع بها جبل فرانسيس ، جبل هولبروك، قمة توكين .
تبلغ مساحتها 444 كم مربع، وفي الترتيب رقم 38 ضمن أكبر جزر الولايات المتحدة.